# A puerta fría
A puerta fría és una pel·lícula espanyola estrenada el 2012 i dirigida per Xavi Puebla. El títol fa referència al model de venda de porta en porta en domicilis particulars sense cita prèvia.
El rodatge es va realitzar a l'Hotel Sevilla Center, on també va viure part de l'equip durant el rodatge. Va comptar amb la participació de l'actor estatunidenc Nick Nolte.

## Sinopsi
Salva (Antonio Dechent) és un veterà comercial que ven televisors i càmeres de vídeo, i assisteix a una fira d'electrònica, la més important del sector. De ser un venedor estrella, ha passat a passar necessitat, i el seu lloc de treball depèn d'aconseguir un gran contracte, per al que haurà de vendre 200 unitats de producte en dos dies. Per a això demana ajuda a Inés (María Valverde), una bella hostessa amb la qual idea un pla en el qual està implicat el Sr. Battleworth (Nick Nolte).

## Repartiment
- Antonio Dechent com Salva.
- Nick Nolte com a Sr. Battleworth
- María Valverde com Inés.
- José Luis García Pérez com Toni.
- Álex O'Dogherty com a client anglès.
- José Ángel Egido com a Fonts.
- Héctor Colomé com Carmelo.
- Sergio Caballero com Álex.
- Alberto López López com a venedor jove.
- Cesáreo Estébanez com Ridruejo.

## Palmarès cinematogràfic
Festival de Màlaga
| Categoria                               | Persona                                 | Resultat   |
| --------------------------------------- | --------------------------------------- | ---------- |
| Bisnaga de Plata al Premi de la Crítica | Bisnaga de Plata al Premi de la Crítica | Guanyadora |
| Bisnaga de Plata al Millor Actor        | Antonio Dechent                         | Guanyador  |

58a edició dels Premis Sant Jordi de Cinematografia
| Categoria                            | Persona         | Resultat  |
| ------------------------------------ | --------------- | --------- |
| Millor actor en pel·lícula espanyola | Antonio Dechent | Guanyador |